# Inotuzumab ozogamicin
L'inotuzumab ozogamicin o CMC-544 è un anticorpo monoclonale umanizzato studiato per il trattamento di forme di tumori.L'anticorpo monoclonale agisce sull'antigene per CD22, esso è legato chimicamente ad un agente citotossico dalla classe di calicheamicine da cui il nome del farmaco: ozogamicin.
Questo farmaco è stato sviluppato da Wyeth ora Pfizer.
Sono in corso numerosi studi clinici, inclusi studi di fase II nel trattamento del linfoma non-Hodgkin.
Uno studio di fase III è stato già concluso.

### Inotuzumab ozogamicin
- (EN) L. Harivardhan Reddy e Patrick Couvreur, Macromolecular Anticancer Therapeutics, Springer, 1º giugno 2009,  pp. 353–, ISBN 978-1-4419-0506-2.
- (EN) Joel Barrish, Accounts in Drug Discovery: Case Studies in Medicinal Chemistry, Royal Society of Chemistry, 30 settembre 2010,  pp. 115–, ISBN 978-1-84973-126-3.
- (EN) Mark E. Bunnage, New Frontiers In Chemical Biology, Royal Society of Chemistry, 26 novembre 2010,  pp. 230–, ISBN 978-1-84973-125-6.